# Cârlibaba

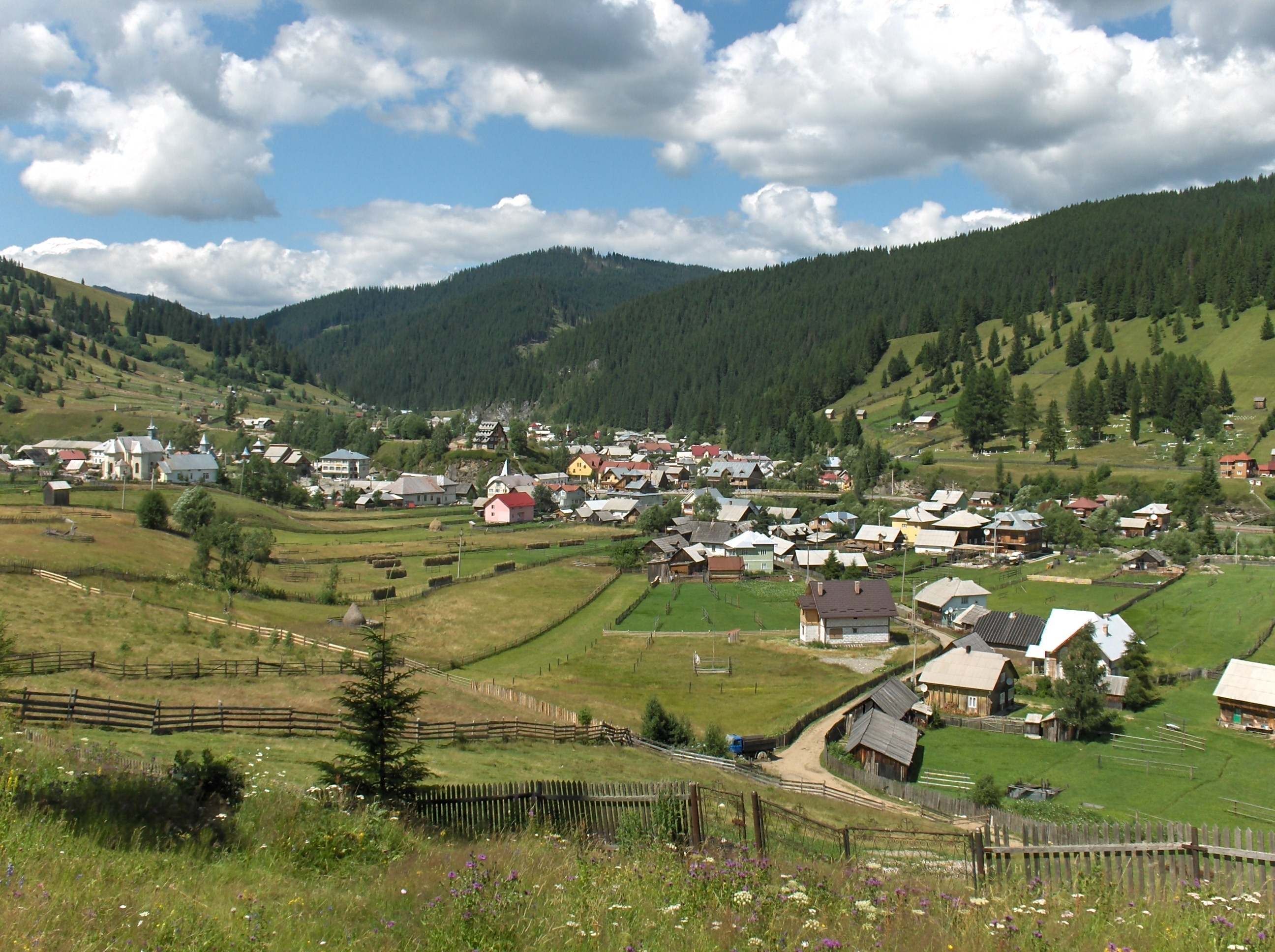
Blick auf Cârlibaba

Cârlibaba oder Cîrlibaba (deutsch Kirlibaba, Ludwigsdorf oder Mariensee) ist ein Ort und gleichzeitig eine Gemeinde im Nordosten Rumäniens im Kreis Suceava. Ursprünglich setzte sich der Ort aus den Teilen Cârlibaba Veche (Mariensee), zugehörig zur Bukowina und Cârlibaba Nouă (Ludwigsdorf), (ungarisch Radnalajosfalva, zugehörig zu Siebenbürgen) zusammen.

## Geschichte
Ende des 18. Jahrhunderts wurde im Südwesten der Bukowina nahe der kleinen Siedlung Kirlibaba vom österreichischen Unternehmer Anton Manz von Mariensee ein Bergwerk eröffnet. Der Eigentümer holte geschulte Arbeiter, vor allem aus der Zips (Zipser Sachsen) und aus Oberwischau (Vișeu de Sus), in seinen Betrieb und siedelte sie in Ludwigsdorf an. Später kamen auch deutschsprachige Arbeiter aus Oberschlesien sowie aus in der näheren Umgebung gelegenen Siedlungen zu.
Durch den Niedergang des Bergwerkes änderte sich um 1870 der Haupterwerbszweig der Menschen: Aus Bergarbeitern wurden Holzfäller und Flößer.
Der Schriftsteller Kubi Wohl (1911–1935) wuchs hier auf. Er schrieb in Deutsch und Jiddisch.
2012 wurden die Rumänischen Meisterschaften im Naturrodeln in Cârlibaba ausgetragen.

## Bevölkerung
Bei der Volkszählung von 2002 bekannten sich von den 1981 Bewohnern der Gemeinde 1690 als Rumänen, 178 als Deutsche (Zipser) und 106 als Ukrainer. 2011 wurden noch 87 und 2021 nur noch 62 Deutsche registriert; Deutsch als Muttersprache spricht nur ein geringer Anteil.

## Kirchen in Ludwigsdorf

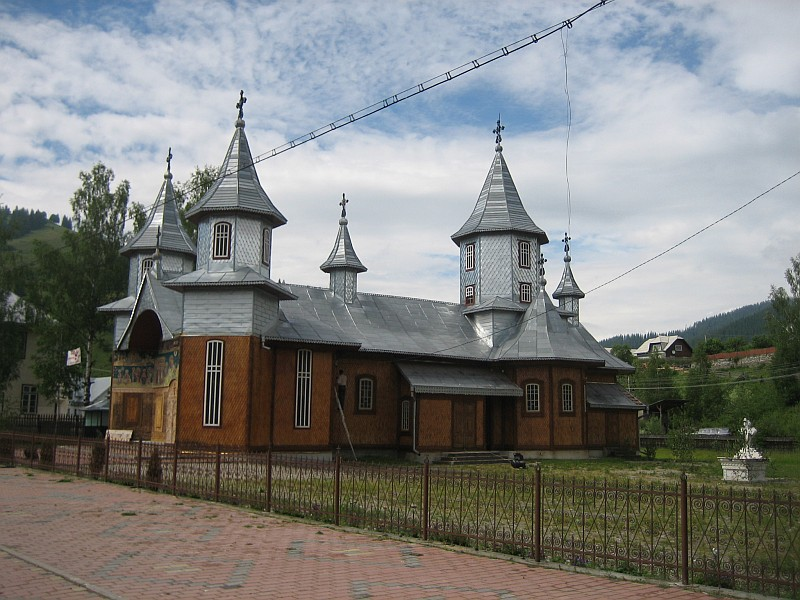
Orthodoxe Kirche
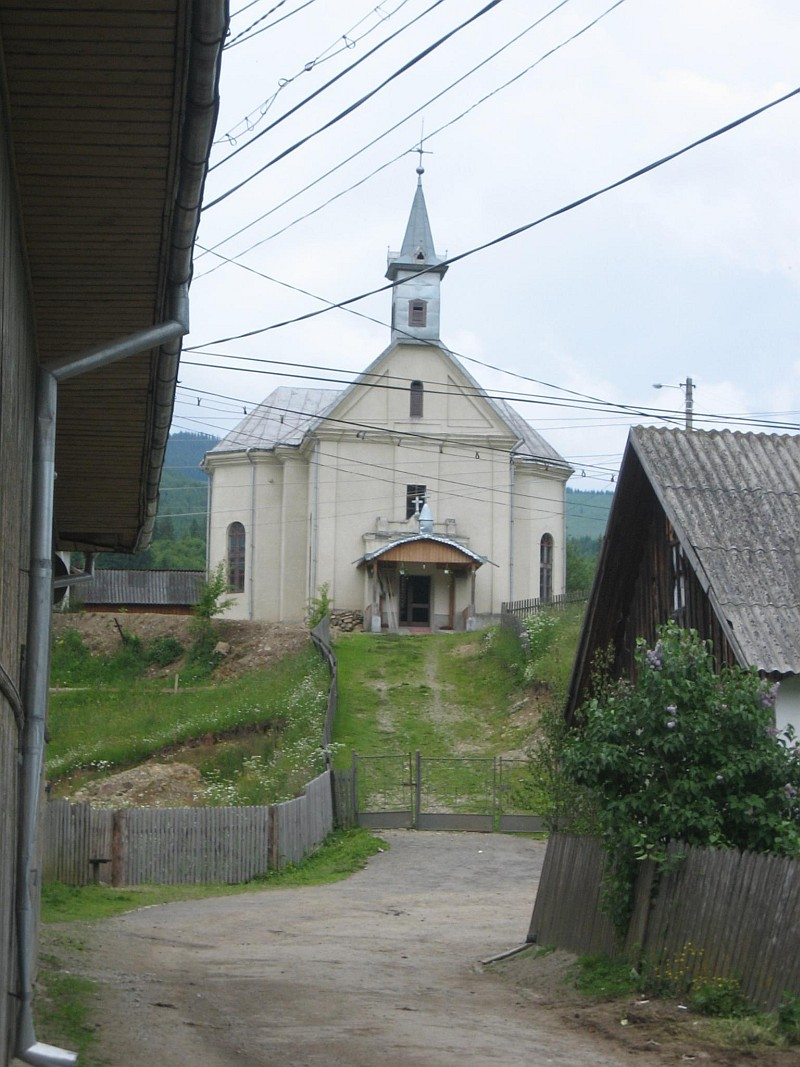
Römisch-katholische Kirche
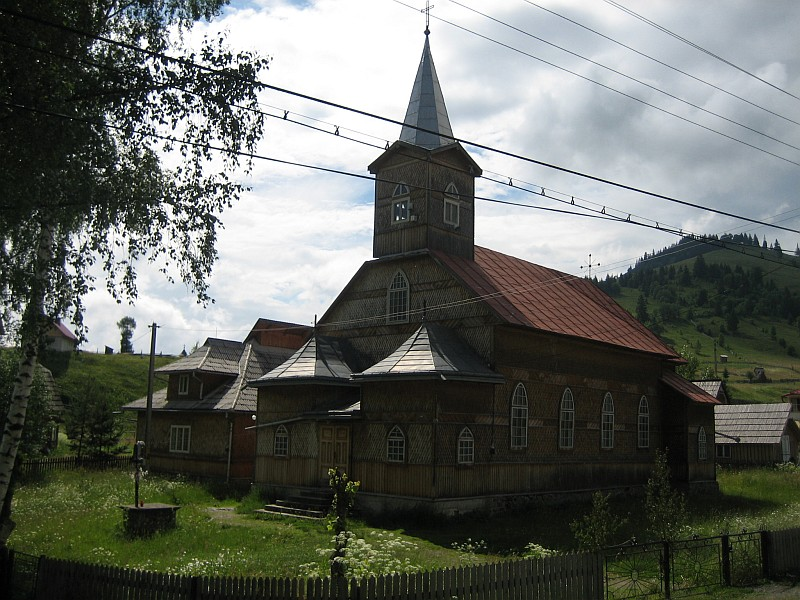
Evangelische Kirche